# ۷-متیل‌ایندول
متیلیندول-۷ (به انگلیسی: 7-Methylindole) با فرمول شیمیایی C۹H۹N یک ترکیب شیمیایی است. 